# Drouilly
Drouilly település Franciaországban, Marne megyében. Lakosainak száma 144 fő (2022. január 1.). Drouilly Soulanges, Loisy-sur-Marne, Maisons-en-Champagne és Pringy községekkel határos.

## Népesség
A település népességének változása:
| Lakosok száma | 138  | 137  | 136  | 123  | 136  | 137  | 135  | 140  | 141  | 144  |
|               | 1968 | 1982 | 1990 | 2006 | 2013 | 2015 | 2017 | 2019 | 2020 | 2022 |